# Erik Wesselo
Erik Wesselo ('s-Hertogenbosch, 1964) is een conceptuele mediakunstenaar die bekend staat om zijn performances, video's, films en polaroids. Het oeuvre van Wesselo kenmerkt zich in eerste instantie door de vroege 16mm-films waarin hijzelf - in gevaarlijke situaties - de hoofdrol speelt. Zo liet Wesselo zichzelf vastbinden aan de wieken van een molen, stak hij zijn eigen haar in brand en reed hij achterstevoren op een paard.

## Opleiding en leven
Erik Wesselo is geboren in 's-Hertogenbosch en studeerde af in 1995 aan Ateliers Arnhem (een voormalig tweede fase opleiding aan de Hogeschool voor Kunsten Arnhem). Vanaf 2000 tot heden woont, werkt en exposeert Wesselo zowel in de Verenigde staten als in Nederland. In 2010 verbleef Wesselo in Tamil Nadu, India. Erik Wesselo wordt vertegenwoordigd door hedendaagse kunstgalerie Annet Gelink Gallery.

## Films
Twee jaar na zijn afstuderen lanceert Wesselo in samenwerking met kunstenaarsgroep Instituut voor Betaalbare Waanzin en tentoonstellingsruimte W139 in 1997 zijn eerste solo-filmexpositie Hole in One . Tijdens deze expositie exposeert Wesselo een aantal films waaronder de werken Düffels Möll en Backward. In deze korte films legt Wesselo een performance vast op 16mm-film waarin hij als protagonist zichzelf blootstelt aan gevaren waarover hij geen controle heeft. Volgens kunstcriticus Lucette ter Borg is Wesselo gereduceerd tot een hopeloos en kwetsbaar wezen, waardoor de films intrigerend en tegelijk afschuwwekkend zijn. En volgens kunstcriticus Judith Vrancken is dat effect bij het kijken precies wat Wesselo probeert te bereiken met zijn 16mm-films. Hij probeert namelijk de toeschouwer gevangen te houden in een moment van tijdloosheid door middel van snelheid, stilte en herhaling in beelden, en in de montage van de beelden.
Eenmaal woonachtig in de Verenigde Staten breekt er volgens ter Borg een periode van introspectie aan. Het landschap komt centraal te staan in de werken van Wesselo. In latere films, zoals Kolam en 20 Horsemen geëxposeerd tijdens een solo-overzichtstentoonstelling in Club Solo in 2015, staan de elementen performance en tijd nog steeds centraal. De films krijgen alleen een meditatiever karakter. Wesselo trekt zich fysiek terug en speelt niet meer in alle films mee. Wesselo geeft zelf aan dat hij in deze periode het landschap steeds meer inzet als een tijdselement, waarin thema's als vergankelijkheid en oneindigheid centraal staan.
In 2018 exposeert Wesselo in solo-overzichtstentoonstelling The Course of Events in Collectie De Groen zijn nieuwste films Tilt en Lucky 7, hierin speelt hijzelf weer de hoofdrol. Wesselo legt uit dat deze films net als zijn eerdere werken geconstrueerd zijn rondom duur, stilte en herhaling.

## Polaroids
In 2002 presenteert Wesselo voor het eerst, met de installatie Forest Time, zijn polaroids aan het publiek in Annet Gelink Gallery. De installatie wordt het jaar daarop onder de naam Journal#2: Erik Wesselo geëxposeerd in het Van Abbemuseum. De installatie bestaat uit een serie natuurfoto's (uitvergrote polaroids van landschappen van locaties voor zijn 16mm-films), huiskamerattributen en een speciaal gecomponeerd nummer genaamd Forest Time van de Amerikaanse zanger Will Oldham. In tegenstelling tot zijn vroege 16mm films verschijnt Wesselo niet zelf in beeld.
In de jaren daarna exposeert Wesselo zijn polaroids in overzichtstentoonstellingen, zo lanceert hij de fotoserie Indian Garden tijdens Art Amsterdam in 2010. In een interview geeft Wesselo aan dat zijn tijd in India hem meer naar het heden heeft verplaatst, waardoor hij foto's vanuit een mediatieve toestand probeert te maken. Net als bij zijn films is landschap een belangrijk element in zijn polaroids omdat het wederom functioneert als een tijdselement.
in 2015 exposeert Wesselo in Club Solo de nieuwe polaroidwerken Brooklyn en Places of Smoke. Deze werken hebben net als de films een beschouwend karakter, waarin natuur en herhaling steeds terugkerende elementen zijn. In deze tentoonstelling staat dan ook volgens ter Borg, zowel in de films als in de polaroids, de thema's introspectie en landschap centraal.

## Collecties
De werken van Erik Wesselo worden geëxposeerd in verschillende Nederlands musea, zoals Museum Het Valkhof Nijmegen, Van Abbemuseum Eindhoven, Nederlands Fotomuseum Rotterdam, en in Noord-Amerikaanse galerieën. Ook zijn verschillende werken aangekocht door Boijmans van Beuningen Rotterdam, Museum voor Moderne Kunst Arnhem, Stedelijk Museum Amsterdam en privaatcollecties verspreid over de hele wereld.

## Werken
Films (selectie)
- Backward (1997), 16mm, 4'53, NL
- Düffels Möll (1997), 16mm, 5'23, NL
- Burning Up (1998), 16mm, 5'27, NL
- Olie (2000), 16mm, 28'59, NL
- Kolam (2012), Super 8, 16'28, India
- 20 Horsemen (2014), Super 16, 1'23, Lesotho
- East River (2016), Super 16, 10'20, VS
- Lucky 7 (2018), Digital File Color Sound, 10'02, VS.
- Tilt (2018), Digital File Color Sound, 11, 41, VS.

Polaroids (selectie)
- Forest Time (1997/2002), NL
- Indian Garden (2010), India
- Places of Smoke (2014), Lesotho
- Brooklyn (2014/2017), VS

Voor een impressie van Erik Wesselo zijn films en polaroids zie officiële website.
- Bibliothèque nationale de France: cb170004189 (data)
- Gemeinsame Normdatei: 138675422
- International Standard Name Identifier: 0000 0000 7886 1629
- Library of Congress Control Number: no2007065516
- Nederlandse Thesaurus van Auteursnamen: 241203279
- RKD-Nederlands Instituut voor Kunstgeschiedenis: 89374
- Virtual International Authority File: 29311805
- WorldCat: E39PBJfh8vhCpRjwhhWtbRw6Kd